# 茲博伊夫西卡
50°22′57″N 24°34′34″E / 50.38250°N 24.57611°E
茲博伊夫西卡（烏克蘭語：Збоївська），是烏克蘭西部的村莊，隸屬利維夫州的舍普季茨基區。該村始建於1654年，面積0.47平方公里，海拔高度219米，2001年人口107，人口密度每平方公里227.66人。